# روبرت فيرسون
روبرت فيرسون (بالسويدية: Robert Pehrsson)‏ هو موسيقي سويدي، ولد في 13 ديسمبر 1975.

## وصلات خارجية
- الموقع الرسمي